# Lestoidea lewisiana
Lestoidea lewisiana – gatunek ważki z rodziny Lestoideidae.
Imagines obu płci mają przód czoła czarny pośrodku i jasny po bokach. Samiec ma górne przydatki analne zakrzywione, u nasady z wyraźnym zębem brzusznym, natomiast dolne przysadki mają długi i raczej smukły płat końcowy.
Ważka ta jest endemitem Mount Lewis w Australii, gdzie rozmnaża się w strumieniach lasów deszczowych.